# Haken (band)

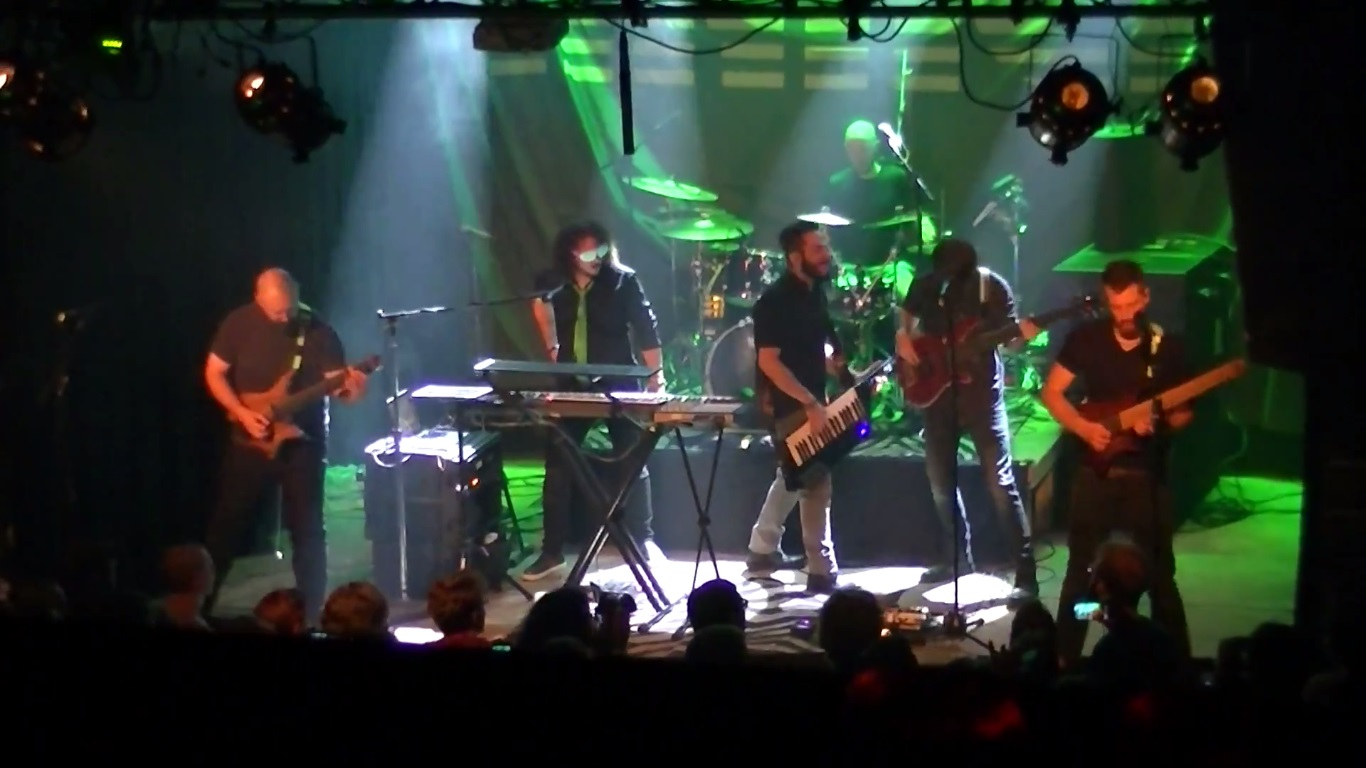
Haken in concert in Chicago 30 augustus 2016

Haken is een Londense progressieve-rockband ontstaan in 2007. In 2010 bracht de band het debuutalbum Aquarius uit.

## Biografie

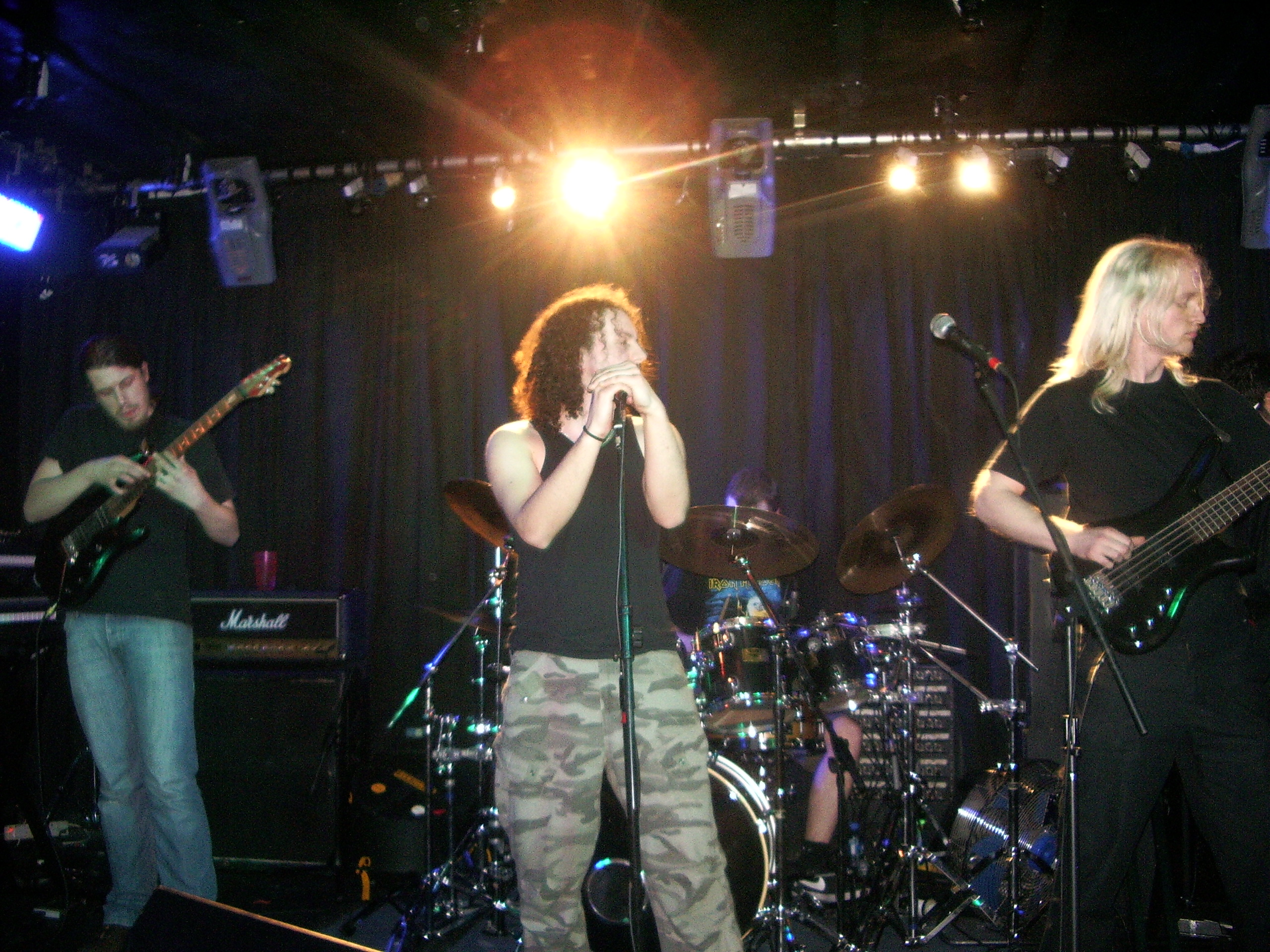
Optreden van Haken in 2009

Haken is in 2007 gevormd door To-Mera-gitarist en toetsenist Richard Henshall en zijn twee schoolvrienden Ross Jennings (zang) en Matthew Marshall (gitaar). De band was compleet toen zij een toetsenist vonden op een online forum, Peter Jones en z'n goede vriend drummer Raymond Hearne, en To-Mera-gitarist Thomas MacLean werd de bassist van de band. Ze namen een demo op in 2007 met twee nummers, Snow en Souls. Met deze opname begonnen ze kleine optredens te geven in Londen, waar ze goede kritieken kregen. In 2008 namen ze nog vier nummers op, Manifolds, Blind, Sleeping Thoughts Wake en Black Seed, en brachten ze een complete cd uit met een compilatie van alle demonummers.
Later in 2008 verlieten Marshall en Jones de band om carrièretechnische redenen. Charlie Griffiths, de gitarist van Linear Sphere en Anchorhead ging volledig bij Haken spelen. Ook toetsenist Diego Tejeida kwam er bij aan het einde van 2008. Naargelang ze meer optredens begonnen te geven, en zelfs enkele shows openden voor King's X, bood Sensory Records Haken een platencontract aan. Ze begonnen de opnames voor hun debuutalbum, Aquarius en dit werd uitgebracht in maart 2010.
Hun tweede album Visions was gepland uit te komen op 24 oktober 2011. Maar de datum werd verzet naar 17 september 2011, de dag van ProgPower USA. Voor dit album haalde de band er een strijkerskwartet bij. Het album werd over het algemeen zeer goed ontvangen door zowel fans als critici.

## Publiciteit
Haken is enkele malen vermeld in Classic Rock Magazine subsidiary "Classic Rock Presents Prog". De eerste keer bood het magazine een nummer van de eerste Haken-demo aan op een gratis cd. Ze openden voor enkele noemenswaardige progressieve bands als King's X en Bigelf. Het debuutalbum van de band kreeg positieve kritieken van Allmusic, ProgArchives en Classic Rock Magazine.
Het tweede album Visions kreeg ook uiterst positieve beoordelingen. Twee verschillende Sea of Tranquility-beoordelingen omschreven het als "een verbluffend schitterend staaltje van progressive metal 'en' waarschijnlijk het laatste meesterwerk van 2011." In het begin van 2012 werd Haken-gitarist Charlie Griffiths gefilmd waar hij zijn collega's van de Londense Progressive Metal band Bleeding Oath "Een stelletje ongepaste heren" noemde ter ere van de promotie van Bleeding Oath's debuut-ep.

## Leden

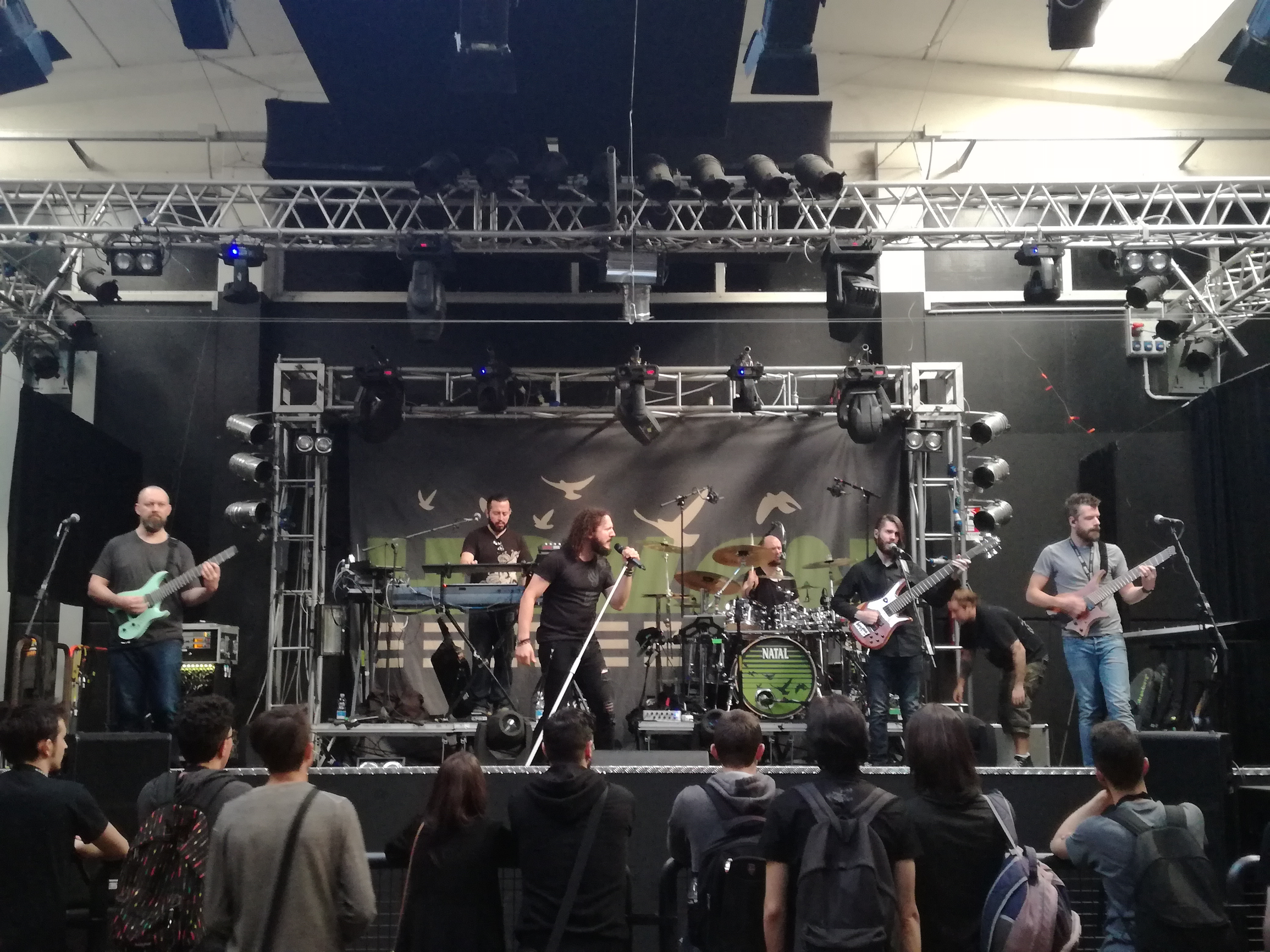
Optreden van Haken in 2017

### Huidige bezetting
- Ross Jennings - zanger
- Richard Henshall - gitarist en toetsenist
- Charles Griffiths - gitarist
- Peter Jones - toetsenist
- Conner Green - bassist
- Raymond Hearne - drummer

### Ex-leden
- Matthew Marshall - gitarist
- Thomas MacLean - bassist
- Diego Tejeida - toetsenist

### Gastmuzikanten
- Craig Beattie - trombone
- Alex Benwell - trompet
- Pablo Inda Garcia - klarinet
- Marged Hall - harp
- Darren Moore - trompet
- Jon Roskilly - trombone
- Dave Ruff - fluit
- Einar Solberg - screams

## Discografie
Studioalbums
- Aquarius (2010)
- Visions (2011)
- The Mountain (2013)
- Affinity (2016)
- Vector (2018)
- Virus (2020)
- Fauna (2023)

Livealbums
- L-1VE (2018)
- L+1VE (2018)
- Liveforms: An Evening With Haken (2025)

Demo
- 2007 Demo (2007)
- Enter the 5th Dimension[7] (2008)

Ep
- Restoration (2014)